# Brian Houghton Hodgson
Brian Houghton Hodgson (1 de febrero de 1800-23 de mayo de 1894) fue un naturalista y etnólogo que trabajó en la India Británica donde fue funcionario público británico.

## Vida y carrera
Hodgson nació en Prestbury, Cheshire. A la edad de diecisiete años viajó a la India como escritor de la British East India Company.
Fue enviado a Katmandú en Nepal como Comisionado Asistente en 1819, convirtiéndose en residente británico en 1833. Estudió a los nativos de Nepal, produciendo un gran número de escritos de su lenguaje, literatura y religión.

### Ornitología e historia natural
Hodgon estudió todos los aspectos de la historia natural de Nepal, Sikkim y Bengala. Agrupó una gran colección de aves y mamíferos disecados que finalmente donó al British Museum. Descubrió nuevas especies de antílopes que fueron llamados en su honor Antílope Tibetano Pantholops hodgsonii. También descubrió 39 especies de mamíferos y 124 especies de aves que no habían sido descritas previamente, 79 de las especies de aves fueron descritas por él.

## Obra
- Miscellaneous Essays relating to Indian Subjects. Trübner, Londres 1880
- Essays on the languages, literature, and religion of Nepál and Tibet. Trübner, Londres 1874
- Comparative vocabulary of the languages of the broken tribes of Népál. Calcuta 1859
- Papers relative to the colonization, commerce, physical geography, &c. ... Calcuta 1857
- Route of two Nepalese Embassies to Pekin with remarks on the water-shed and plateau of Tibet. Hodgson, Darjeeling 1856
- Route from Kathmandu, the capital of Nepal, to Darjeeling in Sikim, interspersed with remarks on the people and country. Calcuta 1848
- Essay the first. Thomas, Calcuta 1847
- Preeminence of the vernaculars. Serampore 1847
- Catalogue of Nipalese birds between 1824 and 1844. Calcuta 1844
- Illustrations of the literature and religion of the Buddhists. Serampore, 1841

## Abreviatura (zoología)
La abreviatura Hodgson  se emplea para indicar a Brian Houghton Hodgson como autoridad en la descripción y taxonomía en zoología.